# Konrád (probošt ve 13. století)
Konrád, byl 15. probošt litoměřické kapituly sv. Štěpána v letech 1270–1301.

## Život
Počítá se, že byl proboštem od roku 1270, avšak poprvé je Konrád jako litoměřický probošt jmenován až v roce 1277 v listině, která osvobodila poddané v Žitenicích, v majetku vyšehradské kapituly, od pravomoci a berní města Litoměřic.
Patřil k družině krále Přemysla Otakara II. a účastnil se s ním bitvy na Moravském poli 26. srpna 1278. Probošt Konrád byl v bitvě na Moravském poli jako typický představitel středověkého preláta-rytíře a zažil mnoho strádání.
Následující sveřepé braniborské hospodářství kapitulu mnohonásobně poškodilo. Proboštství ztratilo řadu pozemkových majetků, včetně příslušných listin. Církev tehdy utrpěla značné majetkové školy. Probošt Konrád požádal papeže Mikuláše IV. (1288–1292) o zvláštní odpustkovou bulu v září 1289, v níž mu bylo dáno povolení udělovat za stanovených podmínek odpustky těm, kteří vybraným kostelům přispějí mírnými obnosy. Z těchto odpustků byly hrazeny náklady na opravu zpustošeného votivního kostela sv. Vavřince v Litoměřicích, o nějž městská rada na základě slavnostního slibu pečovala. Kostel sv. Vavřince byl znovu vybudován a 10. srpna 1290 pražským biskupem Tobiášem z Benešova znovu vysvěcen.
O Konrádovi se zachovalo velice málo zpráv. Poslední zmínka o něm se nachází v kapitulní listině z roku 1301, kterou probošt Konrád podepsal.